# Bob- und Skeleton-Europameisterschaften 2005
Die Bob- und Skeleton-Europameisterschaften 2005 wurden bereits vom 2. bis zum 5. Dezember 2004 im deutschen Altenberg auf der dortigen Rennschlitten- und Bobbahn im Skeleton der Frauen und Männer und im Zweierbob der Männer und Frauen sowie im Viererbob der Männer ausgetragen. Die EM wurde im Rahmen des jeweils zweiten von sieben Weltcup-Saisonrennen im Bob- und Skeleton-Weltcup ausgetragen.

## Bobsport

### Zweierbob Frauen
Bei der zweiten Auflage der Europameisterschaft der Frauen konnte Titelverteidigerin Cathleen Martini ihren Titel souverän vor ihrer Nationalmannschaftskollegin Sandra Prokoff verteidigen. Während die Dominanz der deutschen Bobs so erwartet worden war, hatte die Fachwelt den niederländischen Bob von Pilotin Ilse Broeders nicht unbedingt auf dem Bronzeplatz erwartet. Da es internationale Bobwettbewerbe im Frauenbereich noch nicht so lange gab, die erste Weltmeisterschaft erst im Jahr 2000 durchgeführt wurde, beschäftigten sich noch nicht so viele Bobnationen ernsthaft mit dem Frauenbereich. So gelang den niederländischen Bobs mit den Plätzen drei und vier eine Überraschung. Es blieb bis heute (Stand 2022) die einzige EM-Medaille für einen niederländischen Bob.
| Rang | Bob                                                 | Lauf 1      | Lauf 1 | Lauf 2      | Lauf 2 | Gesamt      |
| Rang | Bob                                                 | Zeit        | Rang   | Zeit        | Rang   | Zeit        |
| ---- | --------------------------------------------------- | ----------- | ------ | ----------- | ------ | ----------- |
| 1    | Deutschland Cathleen Martini Janine Tischer         | 57,95 s     | 1      | 58,43 s     | 1      | 1:56,38 min |
| 2    | Deutschland Sandra Prokoff Anja Schneiderheinze     | 58,15 s     | 2      | 58,87 s     | 2      | 1:57,02 min |
| 3    | Niederlande Ilse Broeders Jeannette Pennings        | 58,19 s     | 3      | 59,41 s     | 5      | 1:57,60 min |
| 4    | Niederlande Eline Jurg Urta Rozenstruik             | 58,55 s     | 4      | 59,12 s     | 3      | 1:57,67 min |
| 5    | Italien Gerda Weißensteiner Jennifer Isacco         | 58,74 s     | 5      | 59,42 s     | 6      | 1:58,16 min |
| 6    | Deutschland Claudia Schramm Nicole Herschmann       | 58,80 s     | 7      | 59,37 s     | 4      | 1:58,17 min |
| 7    | Schweiz Françoise Burdet Martina Feusi              | 58,78 s     | 6      | 59,56 s     | 7      | 1:58,34 min |
| 8    | Russland Olga Nekrasova Ljudmila Udobkina           | 59,27 s     | 8      | 59,72 s     | 8      | 1:58,99 min |
| 9    | Russland Wiktorija Tokowaja Nadeschda Orlowa        | 59,49 s     | 9      | 59,97 s     | 9      | 1:59,46 min |
| 10   | Großbritannien Nicole Minichiello Jacqueline Davies | 59,58 s     | 10     | 1:00,03 min | 10     | 1:59,61 min |
| 11   | Rumänien Maria Spirescu Oana Georgiana Ungurenau    | 59,61 s     | 11     | 1:00,32 min | 11     | 1:59,93 min |
| 12   | Italien Jessica Gillarduzzi Fabiana Mollica         | 1:00,13 min | 12     | 1:00,67 min | 12     | 2:00,80 min |
| 13   | Schweden Karin Margareta Olsson Eva Lindstroem      | 1:00,93 min | 13     | 1:01,16 min | 13     | 2:02,09 min |
| 14   | Irland Aoife Hoey Jennifer O’Sullivan               | 1:02,22 min | 14     | 1:01,38 min | 14     | 2:03,60 min |

### Zweierbob Männer
Nachdem Titelverteidiger Christoph Langen nach Herzproblemen noch in keinem Weltcup angetreten war und letztlich 2005 vom Leistungssport zurückgetreten war, fehlte einer der Titelfavoriten, den Andre Lange aber würdig vertrat. In beiden Läufen fuhr er Bestzeit und verwies den Winterberger Rene Spies mit über drei Zehnteln Vorsprung auf den Silberrang. Für den Europameister von 2003 war es die dritte und letzte EM-Medaille. Diese konnte er sich dank eines soliden zweiten Laufes sichern, in dem er die drittbeste Zeit fuhr. Nach dem ersten Durchgang lag Spies noch zeitgleich mit dem Russen Subkow auf dem zweiten Platz. Allerdings fuhr der russische Bob im zweiten Lauf nur die zehntschnellste Zeit und kam letztlich auf dem 5. Platz ein. Dadurch konnte auch der Schweizer Bob mit Pilot Martin Annen eine kaum noch für möglich gehaltene Bronzemedaille bejubeln. Das Duo Annen/Hefti hatte nach dem ersten Durchgang nur einen enttäuschenden 11. Platz auf der schwer zu fahrenden Altenberger Eisrinne belegt. Im zweiten Lauf gelang den Eidgenossen allerdings mit der zweitbesten Zeit, die nur drei Hundertstel schlechter als die Bestzeit des Europameisters Lange war, ein Topresultat, an dem sich die Konkurrenz die Zähne ausbiss. Der bis dahin viertplatzierte deutsche Bob mit Pilot Matthias Höpfner, der noch Chancen auf den Bronzeplatz hatte, wurde letztlich mit dem Unterschied von zwei Hundertstel Sekunden auf den undankbaren vierten Platz verwiesen.
| Rang | Bob                                            | Lauf 1  | Lauf 1 | Lauf 2        | Lauf 2 | Gesamt      |
| Rang | Bob                                            | Zeit    | Rang   | Zeit          | Rang   | Zeit        |
| ---- | ---------------------------------------------- | ------- | ------ | ------------- | ------ | ----------- |
| 1    | Deutschland Andre Lange Martin Putze           | 55,51 s | 1      | 55,63 s       | 1      | 1:51,14 min |
| 2    | Deutschland Rene Spies Franz Sagmeister        | 55,70 s | 2      | 55,80 s       | 3      | 1:51,50 min |
| 3    | Schweiz Martin Annen Beat Hefti                | 56,15 s | 11     | 55,66 s       | 2      | 1:51,81 min |
| 4    | Deutschland Matthias Höpfner Marc Kühne        | 55,87 s | 4      | 55,96 s       | 5      | 1:51,83 min |
| 5    | Russland Alexander Subkow Dmitri Stjopuschkin  | 55,70 s | 2      | 56,17 s       | 10     | 1:51,87 min |
| 5    | Russland Jewgeni Popow Alexei Andrjunin        | 55,97 s | 6      | 55,90 s       | 4      | 1:51,87 min |
| 7    | Niederlande Arend Glas Sybren Jansma           | 55,91 s | 5      | 56,09 s       | 7      | 1:52,00 min |
| 8    | Österreich Wolfgang Stampfer Jürgen Mayer      | 56,09 s | 8      | 56,00 s       | 6      | 1:52,09 min |
| 9    | Schweiz Ivo Rüegg Christian Aebli              | 56,10 s | 9      | 56,24 s       | 12     | 1:52,34 min |
| 10   | Monaco Patrice Servelle Sébastien Gattuso      | 56,02 s | 7      | 56,35 s       | 13     | 1:52,37 min |
| 11   | Italien Simone Bertazzo Cristian La Grassa     | 56,32 s | 13     | 56,11 s       | 8      | 1:52,43 min |
| 12   | Lettland Gatis Guts Mārcis Rullis              | 56,38 s | 14     | 56,17 s       | 10     | 1:52,55 min |
| 13   | Frankreich Bruno Mingeon Christophe Fouquet    | 56,44 s | 16     | 56,16 s       | 9      | 1:52,60 min |
| 14   | Tschechien Ivo Danilevič Roman Gomola          | 56,19 s | 12     | 56,52 s       | 15     | 1:52,71 min |
| 15   | Lettland Jānis Miņins Intars Dambis            | 56,49 s | 17     | 56,35 s       | 13     | 1:52,84 min |
| 16   | Polen Dawid Kupczyk Mariusz Latkowski          | 56,14 s | 10     | 56,82 s       | 16     | 1:52,96 min |
| 17   | Niederlande Edwin van Calker Arnold van Calker | 56,40 s | 15     | 58,41 s       | 17     | 1:54,81 min |
| 18   | Schweiz Daniel Schmid Andreas Ballmer          | 56,52 s | 18     | ausgeschieden | 18     | 56,52 s     |
| 19   | Tschechien Pavel Puškár Jan Kobián             | 56,56 s | 19     | ausgeschieden | 19     | 56,56 s     |
| 20   | Großbritannien Lee Johnston Dan Humphries      | 56,65 s | 20     | ausgeschieden | 20     | 56,65 s     |
| 21   | Italien Fabrizio Tosini Samuele Romanini       | 56,72 s | 21     | ausgeschieden | 21     | 56,72 s     |
| 22   | Österreich Jürgen Loacker ?                    | 57,00 s | 22     | ausgeschieden | 22     | 57,00 s     |
| 23   | Rumänien Nicolae Istrate Paul Muntean          | 57,19 s | 23     | ausgeschieden | 23     | 57,19 s     |
| 24   | Slowakei Milan Jagnešák Robert Krestanko       | 57,59 s | 24     | ausgeschieden | 24     | 57,59 s     |
| 25   | Rumänien Mihai Iliescu Vasile Bolozan          | 57,61 s | 25     | ausgeschieden | 25     | 57,61 s     |
| 26   | Monaco Marco Vignola Piotr Drozd               | 58,15 s | 26     | ausgeschieden | 26     | 58,15 s     |
| -    | Tschechien Milos Vesely Michal Novotný         | DSQ     | DSQ    | DSQ           | DSQ    | DSQ         |
| -    | Serbien Vuk Rađenović Slavoljub Nikolic        | DNF     | DNF    | DNF           | DNF    | DNF         |

### Viererbob Männer
Nachdem der Russe Alexander Subkow bereits bei der Weltmeisterschaft 2003 Bronze im Viererbob gewinnen konnte, errang er nun den ersten Titel für ein russisches Bobteam seit dem Zerfall der Sowjetunion. Bereits im ersten Lauf legte Subkow mit der besten Laufzeit aller europäischen Bobs vor. Allerdings blieben ihm der Thüringer Andre Lange und etwas überraschend auch der Österreicher Wolfgang Stampfer mit nur fünf Hundertsteln Rückstand dicht auf den Fersen. Medaillenchancen hatten auch noch der deutsche Bob um Matthias Höpfner und das lettische Team mit Pilot Jānis Miņins. Im zweiten Lauf schlugen sich die Titelfavoriten dann selbst, während Subkow mit einer soliden Fahrt und der zweitschnellsten Zeit seinen ersten internationalen Titel bei den Bobfahrern im Seniorenbereich gewinnen konnte. Andre Lange vergab seine Titelchance mit der nur sechstbesten Zeit. Da Nationalmannschaftskollege Matthias Höpfner im zweiten Lauf Bestzeit fuhr, wurde es für Lange nochmal knapp. Am Ende lag Lange nur zwei Hundertstel Sekunden vor Höpfner, für den EM-Bronze die erste internationale Medaille im Seniorenbereich bedeutete. Das noch aussichtsreich liegende Team um den Österreicher Wolfgang Stampfer vergab mit der nur achtbesten Laufzeit im zweiten Durchgang alle Medaillenchancen und wurde letztlicher nur Vierter.
| Rang | Bob                                                                                 | Lauf 1      | Lauf 1 | Lauf 2        | Lauf 2 | Gesamt      |
| Rang | Bob                                                                                 | Zeit        | Rang   | Zeit          | Rang   | Zeit        |
| ---- | ----------------------------------------------------------------------------------- | ----------- | ------ | ------------- | ------ | ----------- |
| 1    | Russland Alexander Subkow Sergei Golubew Alexei Seliwerstow Dmitri Stjopuschkin     | 54,27 s     | 1      | 55,14 s       | 2      | 1:49,41 min |
| 2    | Deutschland Andre Lange Rene Hoppe Martin Putze Thomas Pöge                         | 54,32 s     | 2      | 55,20 s       | 6      | 1:49,52 min |
| 3    | Deutschland Matthias Höpfner Andreas Barucha Stefan Barucha Marc Kühne              | 54,50 s     | 4      | 55,04 s       | 1      | 1:49,54 min |
| 4    | Österreich Wolfgang Stampfer Andreas Pröller Klaus Seelos Jürgen Mayer              | 54,32 s     | 2      | 55,30 s       | 8      | 1:49,62 min |
| 5    | Deutschland René Spies Jens Nohka Mirko Pätzold Daniel Gärtner                      | 54,65 s     | 7      | 55,16 s       | 5      | 1:49,81 min |
| 6    | Schweiz Martin Annen Beat Hefti Cédric Grand Andi Gees                              | 54,61 s     | 6      | 55,23 s       | 7      | 1:49,84 min |
| 7    | Frankreich Bruno Mingeon Alexandre Arbez Alexandre Vanhoutte Christophe Fouquet     | 54,97 s     | 8      | 55,14 s       | 2      | 1:50,11 min |
| 8    | Lettland Jānis Miņins Ainārs Podnieks Jānis Ozols Juris Latišs                      | 54,59 s     | 5      | 55,53 s       | 14     | 1:50,12 min |
| 9    | Russland Jewgeni Popow Alexander Tscherbakow Alexei Andrjunin Pjotr Makartschuk     | 55,01 s     | 9      | 55,15 s       | 4      | 1:50,16 min |
| 10   | Italien Simone Bertazzo Giorgio Morbidelli Cristian La Grassa Andrea Pais de Libera | 55,18 s     | 10     | 55,38 s       | 9      | 1:50,56 min |
| 11   | Schweiz Ivo Rüegg Daniel Mächler Christian Aebli Roman Handschin                    | 55,31 s     | 12     | 55,45 s       | 10     | 1:50,76 min |
| 12   | Tschechien Ivo Danilevič Roman Gomola Milos Vesely Jan Kobián                       | 55,28 s     | 11     | 55,51 s       | 13     | 1:50,79 min |
| 13   | Niederlande Arend Glas Sybren Jansma Ronald Huethorst Vincent Kortbeek              | 55,39 s     | 13     | 55,45 s       | 10     | 1:50,84 min |
| 14   | Lettland Gatis Guts Mārcis Rullis Reinis Rozītis Intars Dīcmanis                    | 55,50 s     | 14     | 55,46 s       | 12     | 1:50,96 min |
| 15   | Großbritannien Lee Johnston Karl Johnston Martin Wright Dan Humphries               | 55,66 s     | 15     | 55,57 s       | 15     | 1:51,23 min |
| 16   | Österreich Jürgen Loacker Johannes Wipplinger Andreas Pröller Gerhard Köhler        | 55,75 s     | 16     | ausgeschieden | 16     | 55,75 s     |
| 17   | Schweiz Daniel Schmid Andreas Ballmer Jörg Thomann Bruno Gisler                     | 55,84 s     | 17     | ausgeschieden | 17     | 55,84 s     |
| 18   | Polen Dawid Kupczyk Mariusz Latkowski Piotr Drozd Ireneusz Żurawicz                 | 56,18 s     | 18     | ausgeschieden | 18     | 56,18 s     |
| 19   | Slowakei Milan Jagnešák Andrej Benda Robert Krestanko Vladimir Koco                 | 56,32 s     | 19     | ausgeschieden | 19     | 56,32 s     |
| 20   | Tschechien Pavel Puškár Radek Řechka Michal Novotný Jan Kosak                       | 56,35 s     | 20     | ausgeschieden | 20     | 56,35 s     |
| 21   | Monaco Patrice Servelle Jeremy Bottin Joffrey Tocant Charles Oula                   | 56,42 s     | 21     | ausgeschieden | 21     | 56,42 s     |
| 22   | Rumänien Nicolae Istrate Ionuț Andrei Iulian Păcioianu Teodor Demetriad             | 1:04,49 min | 22     | ausgeschieden | 22     | 1:04,49 min |
| 23   | Italien Fabrizio Tosini Luca Ottolino Gianluca Delmastro Samuele Romanini           | 1:17,90 min | 23     | ausgeschieden | 23     | 1:17,90 min |
| -    | Rumänien Mihai Iliescu Adrian Duminicel Paul Muntean Vasoel Bolozan                 | DNF         | DNF    | DNF           | DNF    | DNF         |
| -    | Polen Marco Vignola Wojciech Kosendiak Mariusz Motyl Michał Zblewski                | DNF         | DNF    | DNF           | DNF    | DNF         |

## Skeletonsport

### Frauen
| Platz | Sportler                 | 1. Lauf | 2. Lauf                            | Gesamt                             |
| ----- | ------------------------ | ------- | ---------------------------------- | ---------------------------------- |
| 1     | Kerstin Jürgens          | 1:00.16 | 1:01.47                            | 2:01.63                            |
| 2     | Maya Pedersen            | 1:00.44 | 1:01.32                            | 2:01.76                            |
| 3     | Diana Sartor             | 1:00.45 | 1:02.21                            | 2:02.66                            |
| 4     | Monique Riekewald        | 1:01.22 | 1:02.32                            | 2:03.54                            |
| 5     | Judith Huber             | 1:01.61 | 1:02.55                            | 2:04.16                            |
| 6     | Sylvia Liebscher         | 1:01.61 | 1:02.84                            | 2:04.45                            |
| 7     | Tanja Morel              | 1:01.47 | 1:03.25                            | 2:04.72                            |
| 8     | Kathrin Huber            | 1:02.09 | 1:02.84                            | 2:04.93                            |
| 9     | Alexandra Grünberger     | 1:03.00 | 1:04.05                            | 2:07.05                            |
| 10    | Michella Wichmann-Moller | 1:03.78 | 1:04.11                            | 2:07.89                            |
| 11    | Jekaterina Mironowa      | 1:03.91 | nicht für den 2. Lauf qualifiziert | nicht für den 2. Lauf qualifiziert |
| 12    | Anna Schewzowa           | 1:03.98 | nicht für den 2. Lauf qualifiziert | nicht für den 2. Lauf qualifiziert |
| 13    | Jessica Kilian           | 1:04.53 | nicht für den 2. Lauf qualifiziert | nicht für den 2. Lauf qualifiziert |
| 14    | Constanza Zanelotti      | 1:04.62 | nicht für den 2. Lauf qualifiziert | nicht für den 2. Lauf qualifiziert |
| 15    | Desiree Bjerke           | 1:06.32 | nicht für den 2. Lauf qualifiziert | nicht für den 2. Lauf qualifiziert |
| −     | Swetlana Wassiljewa      | DSQ     | DSQ                                | DSQ                                |

### Männer
| Platz | Sportler                | 1. Lauf | 2. Lauf                            | Gesamt                             |
| ----- | ----------------------- | ------- | ---------------------------------- | ---------------------------------- |
| 1     | Kristan Bromley         | 58.79   | 1:00.15                            | 1:58.94                            |
| 2     | Frank Kleber            | 59.19   | 1:00.23                            | 1:59.42                            |
| 3     | Matthias Biedermann     | 59.73   | 1:00.28                            | 2:00.01                            |
| 4     | Gregor Stähli           | 59.65   | 1:00.45                            | 2:00.10                            |
| 5     | Adam Pengilly           | 59.97   | 1:00.16                            | 2:00.13                            |
| 6     | Florian Grassl          | 59.68   | 1:00.65                            | 2:00.33                            |
| 7     | Phillippe Cavoret       | 59.67   | 1:00.84                            | 2:00.51                            |
| 8     | Tomass Dukurs           | 1:00.00 | 1:00.60                            | 2:00.60                            |
| 9     | Michi Halilovic         | 1:00.08 | 1:00.53                            | 2:00.61                            |
| 10    | Martins Dukurs          | 1:00.16 | 1:01.03                            | 2:01.19                            |
| 11    | Martin Rettl            | 1:00.06 | 1:01.19                            | 2:01.25                            |
| 12    | Markus Penz             | 59.87   | 1:01.83                            | 2:01.70                            |
| 13    | Grégory Saint-Géniès    | 1:00.11 | 1:02.22                            | 2:02.33                            |
| 14    | Snorre Pedersen         | 1:00.35 | nicht für den 2. Lauf qualifiziert | nicht für den 2. Lauf qualifiziert |
| 15    | Sergei Tschudinow       | 1:00.36 | nicht für den 2. Lauf qualifiziert | nicht für den 2. Lauf qualifiziert |
| 16    | Cedric Tamani           | 1:00.51 | nicht für den 2. Lauf qualifiziert | nicht für den 2. Lauf qualifiziert |
| 17    | Eric Gaulin             | 1:01.20 | nicht für den 2. Lauf qualifiziert | nicht für den 2. Lauf qualifiziert |
| 18    | Konstantin Aladaschwili | 1:01.45 | nicht für den 2. Lauf qualifiziert | nicht für den 2. Lauf qualifiziert |
| 19    | Alberto Polacchi        | 1:01.48 | nicht für den 2. Lauf qualifiziert | nicht für den 2. Lauf qualifiziert |
| 20    | Daniel Mächler          | 1:02.00 | nicht für den 2. Lauf qualifiziert | nicht für den 2. Lauf qualifiziert |
| 21    | Peter van Wees          | 1:02.18 | nicht für den 2. Lauf qualifiziert | nicht für den 2. Lauf qualifiziert |
| 22    | Alexander Tretjakow     | 1:02.69 | nicht für den 2. Lauf qualifiziert | nicht für den 2. Lauf qualifiziert |
| 23    | Marek Jiricko           | 1:02.81 | nicht für den 2. Lauf qualifiziert | nicht für den 2. Lauf qualifiziert |
| 24    | Stuart Hayden           | 1:03.88 | nicht für den 2. Lauf qualifiziert | nicht für den 2. Lauf qualifiziert |
| 25    | Hubert Licman           | 1:10.85 | nicht für den 2. Lauf qualifiziert | nicht für den 2. Lauf qualifiziert |

## Medaillenspiegel
| Platz | Nation                 | Gold | Silber | Bronze |
| ----- | ---------------------- | ---- | ------ | ------ |
| 1     | Deutschland            | 3    | 4      | 3      |
| 2     | Russland               | 1    | —      | —      |
| 2     | Vereinigtes Königreich | 1    | —      | —      |
| 4     | Schweiz                | —    | 1      | 1      |
| 5     | Niederlande            | —    | —      | 1      |